# Pasieczna

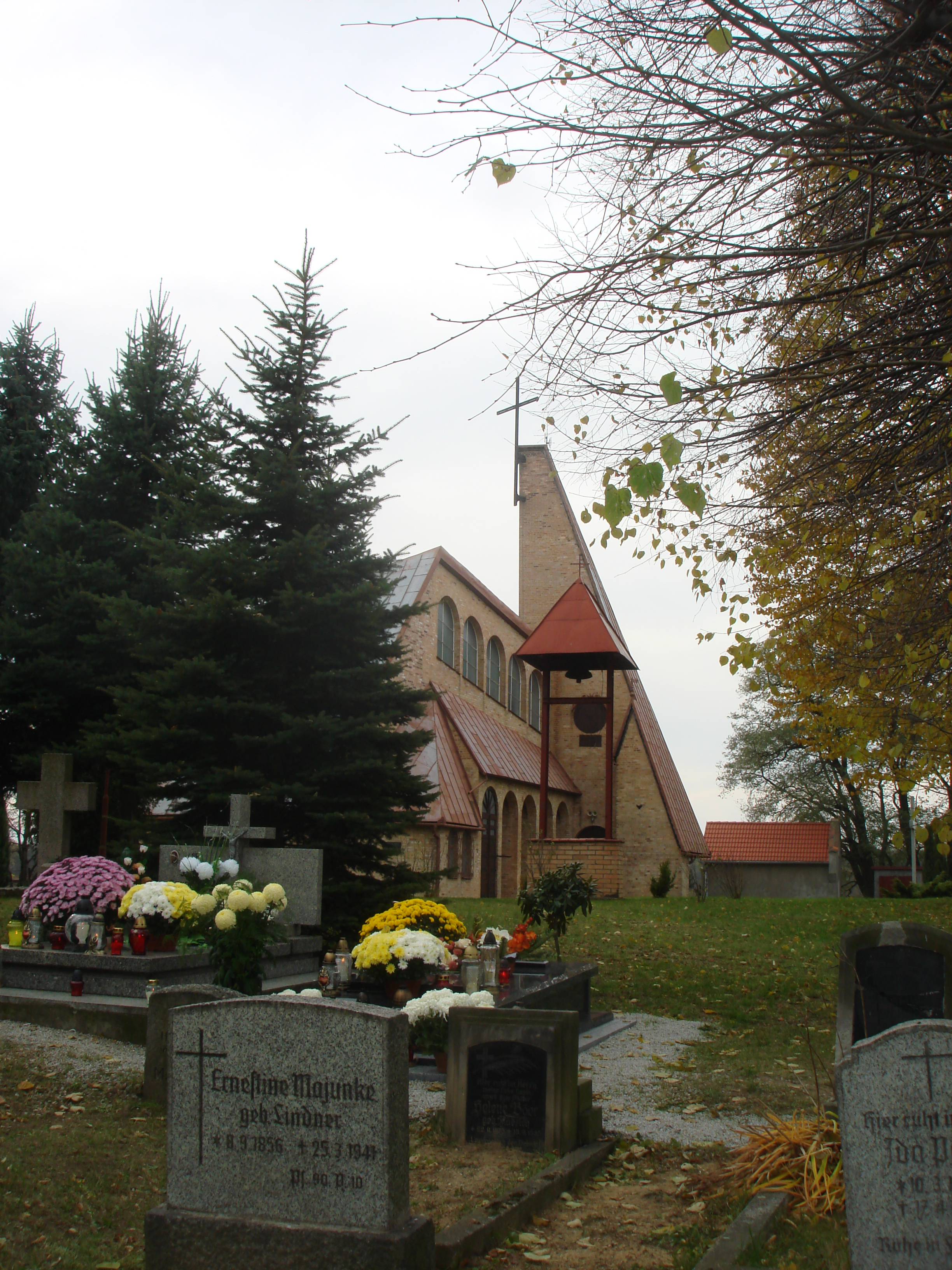

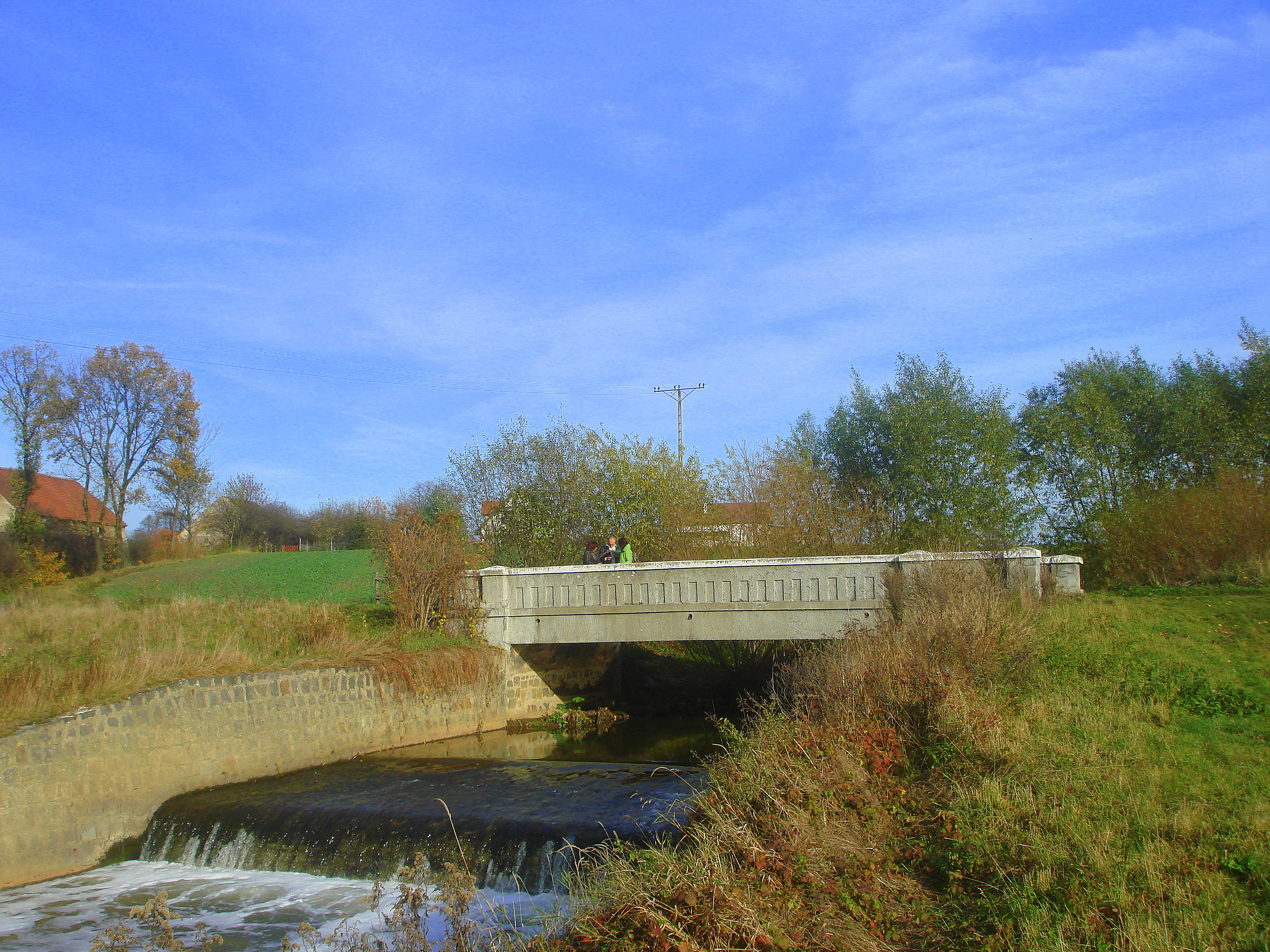

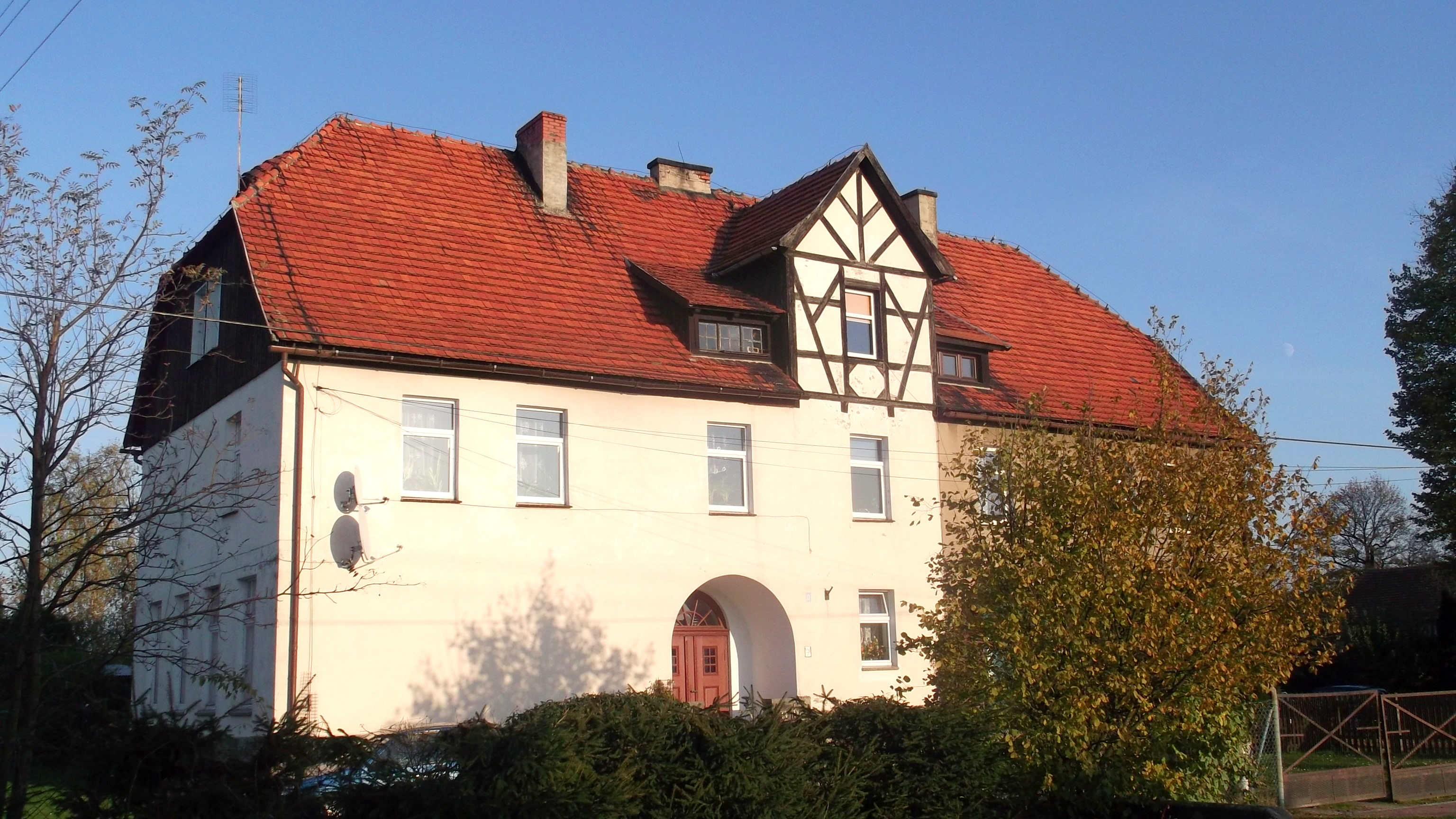

Pasieczna (alemán: Zedlitz) es una localidad del distrito de Świdnica, en el voivodato de Baja Silesia (Polonia). Se encuentra en el suroeste del país, dentro del término municipal de Jaworzyna Śląska, a unos 3 km al oeste de la localidad homónima y sede del gobierno municipal, a unos 9 al norte de Świdnica, la capital del distrito, y a unos 51 al suroeste de Breslavia, la capital del voivodato. Pasieczna perteneció a Alemania hasta 1945.